# F1 Academy
F1 Academy – kobieca seria wyścigów samochodowych, której pierwsza edycja odbyła się w 2023 roku.

## Historia
18 listopada 2022 roku Formuła 1 ogłosiła powstanie F1 Academy, serii wyścigowej dla kobiet skoncentrowanej na rozwoju młodych zawodniczek i progresie do wyższych serii np. Formuły 3. Stworzona została żeby uprościć przejście między kartingiem a formułami wyścigowymi. Potwierdzone jest branie udziału 15 kierowców i 5 drużyn w serii.
16 grudnia 2022 roku ogłoszone zostało 5 drużyn biorących udział w F1 Academy w latach 2023-2025. Są to: ART Grand Prix, Campos Racing, Rodin Carlin, MP Motorsport oraz Prema Racing.
1 marca 2023 Susie Wolff została ogłoszona dyrektorem zarządzającym tą serią.

## Mistrzynie
| Sezon | Mistrzyni    | Zespół       | Samochód                |
| ----- | ------------ | ------------ | ----------------------- |
| 2023  | Marta Garcia | Prema Racing | Tatuus T421-Autotecnica |